# Mahfiruz Hadice Sultan
Mahfiruz Hadice Sultan född 1590, död okänt år, var mor till sultan Osman II. 
Hon ska ha varit från Cirkassien; en tidigare uppgift om att hon ska ha varit grek anses inte längre trolig.  Vid sitt inträde till det kejserliga osmanska haremet som konkubin till Ahmed I fick hon enligt sedvana ett persiskt namn, i hennes fall Mahfiruz ('Ärofull Måne').  Hon blev 1604 mor till tronföljaren.  
Datumet för hennes död är okänt. År 1612 finns uppgifter om att sultanen ska ha gett order om fysisk bestraffning av en haremskvinna som gjort hans favorithustru Kösem Sultan, och denna kvinna kan ha varit Mahfiruz. Hon tros ha förvisats från hovet av sultanen på Kösems önskan under 1610-talet. 
Hennes son besteg tronen år 1618, och hon borde då ha fått titeln valide sultan och blivit haremets högst rankade kvinna. Haremets efterlämnade dokument har dock inte bekräftat existensen av någon valide alls under den tiden: år 1620 fick däremot sultanens gamla amma en så hög inkomst att hon förmodas ha övertagit uppgifterna som validen normalt skötte i haremet. 
Mahfiruz tycks vid någon tidpunkt ha råkat i onåd: hon är inte begraven vid sin make, utan i Eyüb.